# Obwód ułytauski
Obwód ułytauski (kaz. Ұлытау облысы, Ułytau obłysy; ros. область Ұлытау, obłast´ Ułytau) – jeden z 17 obwodów w Kazachstanie. Znajduje się w centrum kraju, graniczy z obwodami karagandyjskim, kustanajskim, aktobskim, kyzyłordyńskim, turkiestańskim i żambylskim. Siedzibą obwodu jest Żezkazgan.
Jest to jeden z trzech najnowszych obwodów Kazachstanu, utworzony 8 czerwca 2022 roku z południowo-zachodnich części obwodu karagandyjskiego. Równocześnie utworzono także obwody obwód abajski i obwód żetyski.
Nazwa obwodu pochodzi od masywu górskiego Ułytau; istnieją także wieś i park narodowy o tej nazwie. W ZSRR oraz początkowo w Kazachstanie funkcjonował w latach 1973–1997 obwód żezkazgański (do 1992 obwód dżezkazgański) o przybliżonych granicach (obejmował także południowo-wschodnie rejony obwodu karagandyjskiego, które także wstępnie miały wejść w skład obwodu ułytauskiego, z czego ostatecznie zrezygnowano).

## Podział administracyjny
Obwód dzieli się na dwa rejony i trzy miasta wydzielone (numeracja odpowiada tej na mapie):
1. rejon Żangaarka (Жаңаарқа ауданы)
2. rejon Ułytau (Ұлытау ауданы)
3. miasto Żezkazgan (Жезқазған)
4. miasto Karażał (Қаражал)
5. miasto Sätbajew (Сәтбаев)